# Lars Nordberg
Lars Nordberg (Elverum, 23 aprile 1982) è un pallamanista ed ex calciatore norvegese, di ruolo terzino e portiere.

## Carriera

### Pallamano
Dal 2001 al 2013, Nordberg ha giocato per l'Elverum. Al termine del campionato 2012-2013, il contratto non gli è stato rinnovato. È così passato al Kolstad.

### Calcio
Nordberg ha cominciato a giocare come portiere di calcio nell'Elverum. Nel 2001 si è allenato con il Rosenborg, per poi passare nell'HamKam nel 2002. Il 20 ottobre dello stesso anno ha giocato l'unica partita della sua carriera in 1. divisjon: ha infatti sostituito il titolare Svein Inge Haagenrud nella vittoria per 0-3 sul campo del Lørenskog.